# Yusuf Franko Pascha

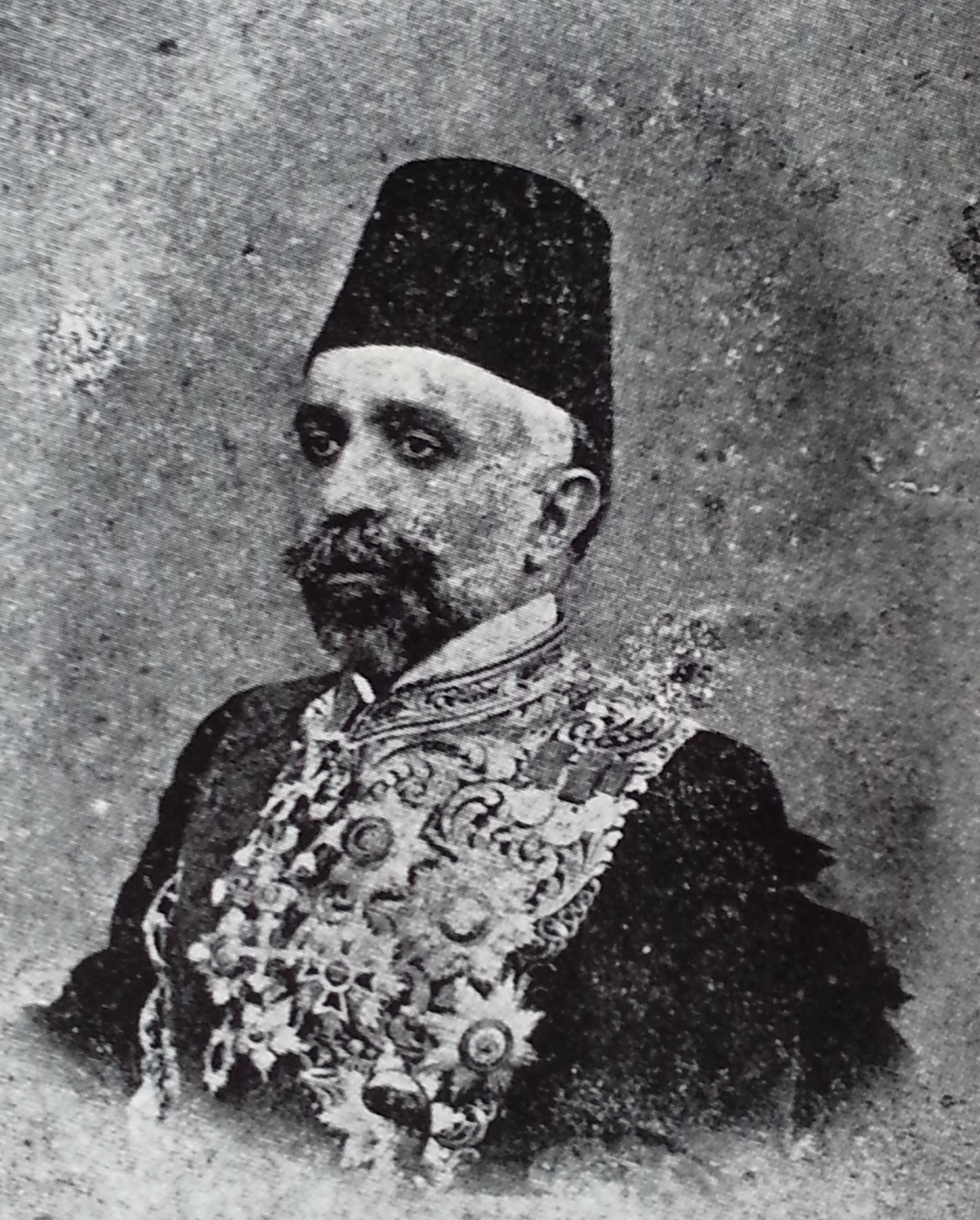
Yusuf Franko Pascha

Yusuf Franko Pascha (auch Youssef Coussa, * 1855 in Istanbul, gest. 1933) war ein osmanischer Staatsmann und Karikaturist griechisch-katholischer Herkunft und einer der letzten Außenminister des Osmanischen Reiches.
Yusuf Franko wurde im Jahre 1855 in Istanbul als Sohn des Paschas Nasri Franco Coussa (Franko Kusa) geboren. Er entstammte einer christlichen Familie und war katholischen Glaubens, genauer Angehöriger der melkitischen Kirche. Seine Bildung erhielt er im Mutessarifat Cebel-i Lübnan (heutiger Libanon). Später arbeitete er im Außenministerium (Hariciye nezâreti) des Osmanischen Reiches. Bei der ersten Haager Friedenskonferenz im Jahre 1899 vertrat er das Osmanische Reich als Delegierter. Im Außenministerium stieg er zum sogenannten Kalem-i Mahsus (modernes Türkisch: Özel Kalem Müdürü) auf und erhielt dabei den Status Wesir (vezir). Am 8. Juni 1907 wurde er als Nachfolger von Władysław Czajkowski (Muzaffer Pascha, Sohn des Michał Czajkowski) Generalgouverneur des Mutessarifats Libanonberg. Gemäß dem internationalen Vertrag Règlement Organique war dieses Amt seit den Bürgerunruhen von 1860 und dem Einschreiten der Weltgemeinschaft ausschließlich osmanischen Staatsbürgern katholischen Glaubens vorenthalten. Im Dezember 1912 wurde Yusuf Franko Pascha als Gouverneur des Libanonbergs vom Armenier Ohannes Pascha (Ohannes Kouyoumdjian) abgelöst. Am 18. Dezember 1918 wurde Yusuf Franko osmanischer Post- und Telegrafenminister und am 24. Februar 1919 Außenminister (Hariciye nazırı), was er bis zum März des Jahres blieb. Sein Nachfolger als Außenminister wurde Damat Ferid Pascha.
Yusuf Franko Pascha war mit der Tochter eines französischen Bankiers verheiratet und hatte zwei Kinder. Neben seiner Tätigkeit als Bürokrat wurde er auch als Karikaturist bekannt. Sein Stiefbruder Naum Pascha (Naoum Coussa) war von 1892 bis 1902 ebenfalls Gouverneur des Libanonbergs.